# Prix-lès-Mézières

Prix-lès-Mézières este o comună în departamentul Ardennes din nordul Franței. În 1 ianuarie 2022 avea o populație de 1.387 de locuitori.